# Línea Crosstown
La línea Crosstown o la línea Brooklyn–Queens Crosstown es una línea de metro de la división B del metro de Nueva York en los distritos de Brooklyn y Queens, de la ciudad de Nueva York, en los Estados Unidos. La línea provee servicio en Crostown al este del río Este entre el occidente de Brooklyn y el norte de Queens, y es la única línea principal en no transportar trenes hacia Manhattan.

## Servicios y alcances
El único servicio que pasa por la línea Crosstown es el servicio G color verde lima. Durante las horas pico y el mediodía, ningún tren opera sobre la línea al norte de la estación Court Square. En otras horas, el servicio G continua al norte a lo largo de las vías locales de la línea Queens Boulevard, terminando en Forest Hills–71.ª Avenida.
El extremo norte de la línea Crosstown es una interconexión aérea con la línea Queens Boulevard y el conexión del túnel de la Calle 60 justo al sur de la estación Queens Plaza. La línea después viaja al sur como una línea de dos vías, con excepción de una vía central de relevo al sur de Court Square. En la curva de la Avenida Marcy hacia la Avenida Lafayette, dos vías centrales emergen del túnel, uniéndose una sobre otra con las vías principales. Estas vías eran usadas para la división de otra línea en el plan de expansión de 1931. Esta vía central continua sobre las Avenidas Bedford y Nostrand y después termina con conexión de agujas hacia la via principal.
En la estación Hoyt–Calle Schermerhorn, la línea Crosstown pasa por el medio de cuatro vías de la línea de la Calle Fulton. Varias plataformas de transferencias están disponibles entre las líneas, a pesar de que no existe una conexión de vías. Después de la estación Hoyt–Calle Schermerhorn, la línea gira al sur y termina uniéndose con las vías locales de la línea Culver, justo al sur de la división de esa línea sobre las vías expresas y locales.

## Historia

Los planes para una línea para Crosstown desde el puente de Queensboro bajo la Avenida Jackson, Avenida Manhattan, Calle Roebling, Avenida Bedford y la Calle Hancock hacia la Avenida Franklin en el extremo norte de la línea de la Avenida Franklin fueron adoptados por la ciudad en 1923. Sin embargo, al año siguiente, el alcalde John Francis Hylan decidió oponerse. De forma circunstancial, la línea fue movida e incorporada al Sistema Independiente del Metro de Nueva York.
El 19 de agosto de 1933, la línea fue abierta al norte de la Avenida Nassau, y el servicio G empezó a operar en Queens Plaza. La línea Crosstown fue completada hacia la línea Culver el 1 de julio de 1937, y el servicio G fue extendido en ambas direcciones hacia la Calle Smith–Novena Calle y Forest Hills–71.ª Avenida. El 16 de diciembre de 2001, la conexión de la Calle 63 abrió. Desde entonces, los trenes del servicio G (servicio GG en 1986) terminaba en la terminal Court Square durante el mediodía y horas pico (reemplazado por el servicioV más allá de Forest Hills).

## Lista de estaciones
Cada estación es servida por los trenes del servicio G. La terminal del extremo norte es la terminal Court Square durante los fines de semana desde las 6:30 a las 22:00. En otras horas, es extendida hacia Forest Hills–71.ª Avenida.
| Leyenda de la estación de servicio                       | Leyenda de la estación de servicio                       |
| -------------------------------------------------------- | -------------------------------------------------------- |
| Hace paradas todo el tiempo                              | Paradas todo el tiempo                                   |
| Hace paradas todo el tiempo                              | Paradas todo el tiempo excepto a altas horas de la noche |
| Hace paradas en las noches y días de semanas             | Paradas sólo en la noche y fin de semanas                |
| Hace paradas sólo los días de semana                     | Paradas en días de semana                                |
| Hace paradas en horas pico en direcciones congestionadas | Paradas horas pico o vías congestionadas                 |
| Detalles del periodo de tiempo                           |                                                          |

| Acceso para discapacitados                     | Estación                                       | Apertura                                       | Transferencias y notas                                                                                          |
| Se divide desde la línea Queens Boulevard (G ) | Se divide desde la línea Queens Boulevard (G ) | Se divide desde la línea Queens Boulevard (G ) | Se divide desde la línea Queens Boulevard (G )                                                                  |
| ---------------------------------------------- | ---------------------------------------------- | ---------------------------------------------- | --- |
|                                                | Long Island City–Court Square                  | 19 de agosto de 1933                           | Línea Flushing en 45th Road–Court House Square (7 <7>) Línea Queens Boulevard en la Calle 23–Avenida Ely (E M ) |
|                                                | Calle 21                                       | 19 de agosto de 1933                           | |
|                                                | Avenida Greenpoint                             | 19 de agosto de 1933                           | |
|                                                | Avenida Nassau                                 | 19 de agosto de 1933                           | |
|                                                | Avenida Metropolitana                          | 1 de julio de 1937                             | Línea Canarsie en la Calle Lorimer (L )                                                                         |
|                                                | Broadway                                       | 1 de julio de 1937                             | |
|                                                | Avenida Flushing                               | 1 de julio de 1937                             | |
|                                                | Myrtle–Avenida Willoughby                      | 1 de julio de 1937                             | |
|                                                | Avenidas Bedford y Nostrand                    | 1 de julio de 1937                             | |
|                                                | Avenida Classon                                | 1 de julio de 1937                             | |
|                                                | Avenidas Clinton y Washington                  | 1 de julio de 1937                             | |
|                                                | Calle Fulton                                   | 1 de julio de 1937                             | |
|                                                | Calles Hoyt y Schermerhorn                     | 1 de julio de 1937                             | Línea de la Calle Fulton (A C )                                                                                 |
| Se une con la línea Culver (G )                |                                                |                                                | |